# 半扭法螺
半扭法螺（学名：Sassia semitorta），是异足目法螺科Sassia的一种。主要分布于越南、台湾，常栖息在浅海沙底。